# Język manggarai
Język manggarai – język austronezyjski używany w prowincji Małe Wyspy Sundajskie Wschodnie w Indonezji, na zachodnich terenach wyspy Flores. Posługuje się nim 900 tys. osób.
Dzieli się na szereg dialektów: zachodni, centralny (ruteng), zachodnio-centralny, wschodni. Według Ethnologue (wyd. 19) można wyodrębnić 43 mniejsze odmiany tego języka. Duże zróżnicowanie gwarowe wynika z górzystego ukształtowania terenu wyspy Flores, którą zamieszkuje lud Manggarai. Dialekt miasta Ruteng był wykorzystywany jako język misyjny i jest postrzegany jako prestiżowy.
Z doniesień wynika, że nie jest dobrze wzajemnie zrozumiały z językiem riung. Pobliski język rongga bywa opisywany jako dialekt. I Wayan Arka ustalił jednak, że języki manggarai i rongga są wzajemnie niezrozumiałe (i jedynie daleko ze sobą spokrewnione). Języki takie jak rajong, manus, rembong i kepo również bywają uważane za dialekty manggarai. 
Wykazuje znaczne wpływy języka makasarskiego z południowego Sulawesi. Region Manggarai do XVIII w. znajdował się bowiem pod dominacją Makasarczyków. W powszechnym użyciu jest także narodowy język indonezyjski. Indonezyjski dominuje w edukacji, administracji i sferze religijnej.
Został stosunkowo dobrze udokumentowany. Obszerny słownik języka manggarai sporządził J.A.J. Verheijen (Kamus Manggarai, 1967/1970), jest to wręcz jedna z najbardziej dokładnych tego typu publikacji poświęconych językom wschodniej Indonezji. Powstały również opracowania gramatyczne: Voorlopige Manggaraise spraakkunst (1946), The basic grammar of Manggarai (1993).
Jest nauczany w szkołach w regionie Manggarai i poznawany przez pokrewne społeczności etniczne. W piśmiennictwie stosuje się alfabet łaciński. W regionie nie rozwinął się żaden tradycyjny system pisma, a pierwszych prób zapisu miejscowych języków dokonali holenderscy misjonarze. Historycznie było znane pismo bugijsko-makasarskie (lontara), lecz jego użycie ograniczało się do rejonów nadbrzeżnych.